# Joey Dale
Joey Dale (eigentlich: Joey Daleboudt; * 1. Juli 1993) ist ein niederländischer EDM-DJ und Musikproduzent aus Rotterdam. Er ist bekannt für seine Veröffentlichungen im Bereich Bigroom-House unter Revealed Recordings, mit dessen Labelgründer Hardwell er einen Charterfolg verzeichnen konnte.

## Werdegang
Joey Dale ist mit Hip-Hop und Rap-Musik aufgewachsen. Mit 14 Jahren begann er in einer Demo-Version von FL Studio Hip-Hop Beats zu erstellen, bevor er sich der House-Musik widmete. Als seine damaligen Vorbilder nennt er 50 Cent und Scott Scorch. 2011 schloss er die Schule mit Bestnote ab, verfolgte jedoch keinen weiteren Bildungsweg, um sich vollständig auf die Musikproduktion zu fokussieren. Nachdem er Ende 2013 Demos zu Revealed sendete, wurde er zunächst vom A&R abgelehnt, jedoch von Hardwell persönlich kontaktiert und später unter Vertrag genommen. Mit einer EP bestehend aus Watcha Called Me und Shockwave debütierte er auf Revealed.
Der Track Ready for Action, welcher zusammen mit Alvaro entstand und unter Spinnin’ released wurde, markiert seinen Durchbruch. Das Lied erreichte in Flandern die Charts. Beim RFM Somnii in Portugal hatte Joey Dale seinen ersten großen Auftritt, als er vor 15.000 Leuten spielte.
Eine weitere Revealed-Demo von ihm griff Hardwell auf und es entstand die Kollaboration Arcadia. Diese wurde von Hardwell beim Ultra Music Festival erstmals aufgeführt und erschien auf dessen Album United We Are. Zuvor wurde Arcadia am 8. August 2014 als Single-Auskopplung unter Revealed veröffentlicht. Der Track entspricht dem Big-Room-Genre und konnte in Frankreich und Belgien Chartplatzierungen einnehmen. Eine weitere Kollaboration aus dem Jahr 2014 zusammen mit DVBBS namens Deja Vu konnte an den Erfolg anknüpfen und verzeichnet Aufrufzahlen in zweistelliger Millionenhöhe auf Youtube.
In den folgenden Jahren spielte Joey Dale regelmäßig auf Festivals und Clubs weltweit, insbesondere auf von Revealed gehosteten Bühnen wie beim Tomorrowland oder Ushuaïa Ibiza. Eigenen Angaben nach war er zu Beginn seiner Karriere als Ghost-Producer tätig. Weitere Veröffentlichungen erfolgten meistens über Revealed aber auch durch Spinnin’, DOORN oder Wall. Er mixte 4 Episoden von Revealed Radio (#4, #76, #111, #145).

## Diskografie

### Singles
- 2013: Cracked [Oxygen (Spinnin’)]
- 2013: POING! (Original Mix) [Dim Mak Records]
- 2014: Ready for Action (mit Alvaro) [Spinnin Records]
- 2014: Shockwave [Revealed Recordings]
- 2014: Watcha Called Me [Revealed Recordings]
- 2014: About The Drop Out [Revealed Recordings]
- 2014: Arcadia (mit Hardwell) [Revealed Recordings]
- 2014: Step Into Your Light (mit Ares Carter) [Zouk Recordings (Armada)]
- 2014: Deja Vu (feat. Delora) (mit DVBBS) [Spinnin Records]
- 2014: Access Denied [DOORN (Spinnin)]
- 2015: Gladiator [Revealed Recordings]
- 2015: Zodiac [Revealed Recordings]
- 2015: Haunted House [Revealed Recordings]
- 2015: The Harder They Fall [Revealed Recordings]
- 2015: Timecode (mit Thomas Newson) [Revealed Recordings]
- 2015: Winds (mit Rico & Miella) [Revealed Recordings]
- 2015: Epsilon [Revealed Recordings]
- 2016: Where Dreams Are Made [Revealed Recordings]
- 2016: Long Way Home (mit Paris & Simo) [Revealed Recordings]
- 2017: Rogue Ones (mit Adventurer & Micah Martin) [Revealed Recordings]
- 2017: Show Me [Mixmash Deep]
- 2017: Black Sahara (mit KAAZE) [Revealed Recordings]
- 2018: All In My Head (mit Luca Testa) [Maxximize]

### Remixes
- 2015: Swanky Tunes, C. Todd Nielsen – Fire In Our Hearts (Joey Dale Remix) [Revealed Recordings]